# Karl Walker

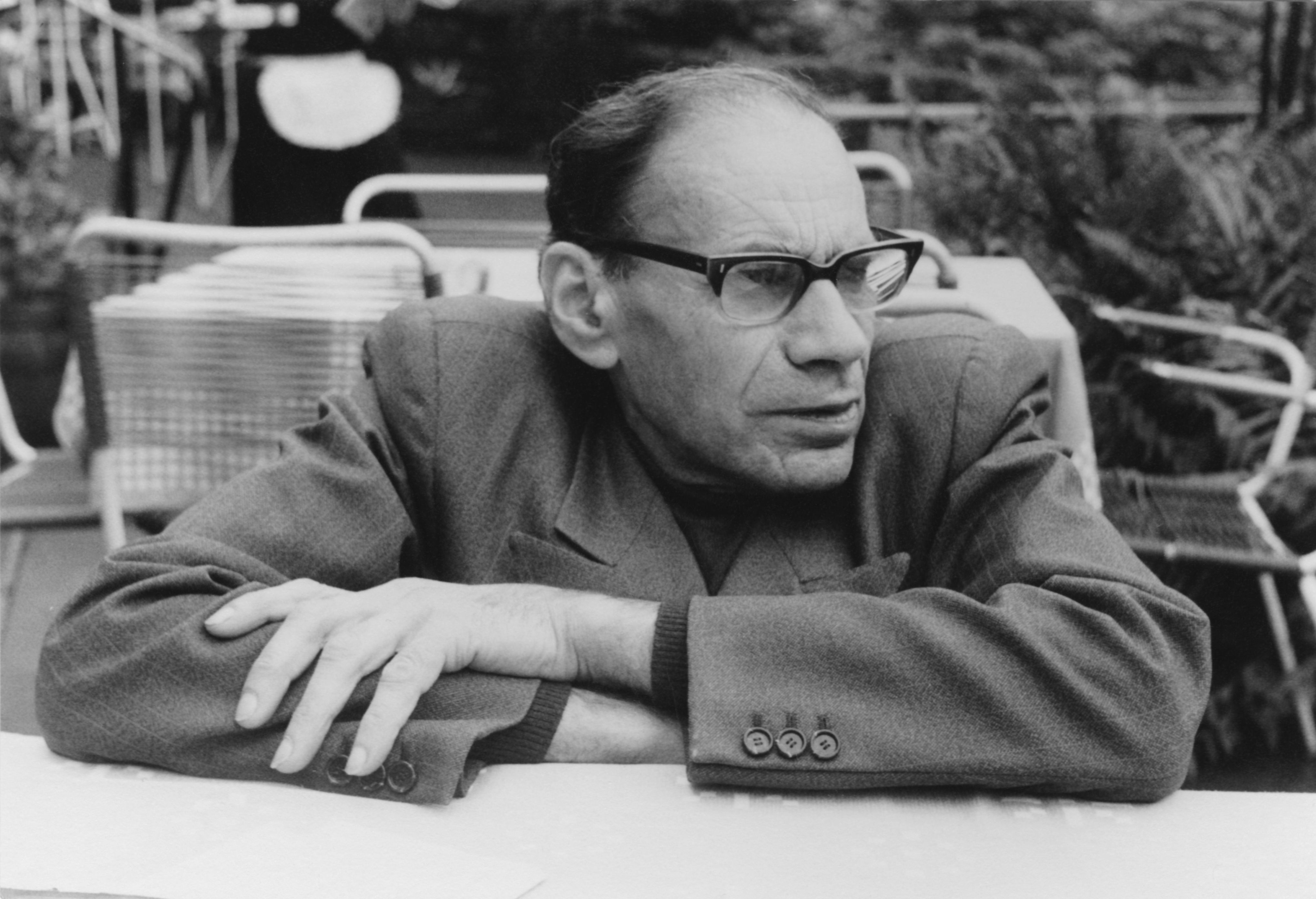
Karl Walker im Juni 1975

Karl Walker (* 4. Januar 1904 in Straßburg; † 5. Dezember 1975 in Berlin) war ein deutscher Sozialwissenschaftler und Politiker, ab 1946 als Vorsitzender des Neuen Bundes. Er veröffentlichte auch unter dem Pseudonym Carl Heinrich.

## Leben
Walker wuchs die meiste Zeit seiner Jugend in einem Heim auf und litt schon damals unter Krankheiten, die ihn sein Leben lang begleiteten. Er absolvierte eine Buchbinderausbildung und befasste sich als Autodidakt mit der Volkswirtschaftslehre. Im Jahr 1930 arbeitete er als Schriftsetzer in einer Berliner Druckerei. Während der NS-Herrschaft erledigte er als Kleinunternehmer mit bis zu 40 Beschäftigten Feuerschutzanstriche. Walker führte mit verschiedenen Ökonomen einen Briefwechsel, darunter auch mit John Maynard Keynes.
Nach dem Jahr 1938 bildete sich trotz des 1933 durch die Nationalsozialisten erlassenen Verbotes der Freiwirtschaftsbewegung ein sogenannter Freiwirtschaftlicher Arbeitskreis, dem neben Otto Lautenbach und Franz Hochstetter auch Karl Walker angehörte. „Unregelmäßig, aber kontinuierlich“ kam man zusammen. Die drei Genannten entwickelten im Rahmen dieses Kreises in den Jahren 1943 und 1944 ein Sofortprogramm zur finanziellen und wirtschaftlichen Überwindung der Kriegsfolgen. „Dieses Sofortprogramm diente den Anhängern Silvio Gesells nach dem deutschen Zusammenbruch im Mai 1945 als Basis für die Neuaufnahme ihrer Tätigkeit. Es forderte die baldmöglichste Aufhebung aller Formen der staatlichen Zwangswirtschaft. Auf dieser gemeinsamen Grundlage aller Freiwirtschaftler, die den Nationalsozialismus überlebt hatten, bildete sich eine neue Freiwirtschaftsbewegung.“
Nach dem Zweiten Weltkrieg siedelte sich Walker als Verlagslektor in Bayern an und versuchte den Schweizer Modellversuch der WIR Bank (Wirtschaftsring) in Deutschland einzuführen. Er war Schriftleiter von Die Gefährten: Monatsschrift für Erkenntnis und Tat, die von 1946 bis 1950 von Rudolf Zitzmann herausgegeben wurde. Am 8. November 1952 wurde Walker Mitglied im Vorstand des Freiwirtschaftsbundes. 1948 hatte er zusammen mit Carl Rist ein sogenanntes FFF-Seminar ins Leben gerufen, das als Vorläufer der Sozialwissenschaftlichen Gesellschaft betrachtet werden kann. Dieses Seminar stellte anscheinend zu hohe Ansprüche: „Wohl waren viele Anhänger der Freiwirtschaftslehre und auch andere an der Lösung der sozialen Frage Interessierte bereit, mitzumachen, auf die Dauer war aber die Seminararbeit den meisten zu beschwerlich.“ Die Einrichtung blieb deshalb wie ihre Trägerin relativ erfolglos. Nach Rist ist die Sozialwissenschaftliche Gesellschaft von Walker 1960 neu gegründet worden und trug dann den Namenszusatz: Rhein-Main-Zweig, um sie von der missglückten 1950er Form abzusetzen.
Um seinen Lebensunterhalt zu sichern, arbeitete er in den 1950er Jahren auch als Geschäftsführer einer Seilbahngesellschaft. Im Jahr 1959 unterlag seine von ihm begründete Vereinigung Wir, ein Zusammenschluss von Produzenten, Händlern und Verbrauchern, gegen bayerische Einzelhändler unter Bezug auf des Rabattgesetz, das Rabatt von mehr als 3 % untersagte. Er war außerdem als Stadtrat für die SPD tätig. In den 1960er Jahren entwickelte Walker ein Planspiel zur Volkswirtschaftslehre (Walker-Modell), das auf einer Erfindermesse in Brüssel mit der Bronzemedaille ausgezeichnet wurde.
Der Gesell-Schüler Walker war ein kritischer Anhänger der Freiwirtschaftslehre von Silvio Gesell. So vertrat er etwa in der Kapitalismus-Diskussion eine gegenüber seinem Lehrer eigenständige Anschauung. Er definierte den Kapitalismus als ein „Wirtschaftssystem, das primär auf die Erzielung von Kapitalertrag ausgerichtet ist“. Seine Überwindung – so Walker – setze die Befreiung vom Rentabilitätsprinzip voraus. Diesem Leitgedanken folgte er seit dem Jahr 1936 kontinuierlich und versuchte ihn nach allen Seiten auszubauen.
Im Sommer 1975 zog Walker von Altenahr nach Berlin um, wo er am 5. Dezember 1975 verstarb.

## Karl-Walker-Preis
In Deutschland begann die Stiftung für persönliche Freiheit und soziale Sicherheit 1983 mit dem Aufbau einer Freiwirtschaftlichen Bibliothek. Als Grundstein für eine wissenschaftliche Forschung über Silvio Gesells Theorien gab sie ab 1988 eine 18-bändige Gesamtausgabe seiner Werke heraus. Hierauf baut eine Buchreihe mit dem Titel Studien zur natürlichen Wirtschaftsordnung auf, die mit einer Gesamtübersicht über die einhundertjährige Geschichte der NWO-Bewegung und mit einer Auswahl aus den Werken von Gesells bedeutendstem Schüler Karl Walker begann. Die Stiftung fördert auch andere Buchpublikationen zu Fragen des Bodenrechts und der Geldordnung und gibt gemeinsam mit der von Walker begründeten Sozialwissenschaftlichen Gesellschaft die Zeitschrift für Sozialökonomie heraus. In diesem Zusammenhang hat sie in den Jahren 1988 und 1995 einen Karl-Walker-Preis für wissenschaftliche Arbeiten über die Verselbständigung der Finanzmärkte gegenüber der Realwirtschaft sowie über Wege zur Überwindung der Arbeitslosigkeit verliehen.

## Schriften

### Autor
- Das Problem unserer Zeit und seine Meisterung, 1931[16]
- Aktive Konjunkturpolitik, O. Lautenbach, Berlin 1936.
- Überwindung des Imperialismus, Rudolf Zitzmann Verlag, Lauf bei Nürnberg 1946
- Demokratie und Menschenrechte, Rudolf Zitzmann Verlag, Lauf bei Nürnberg 1947
- Das Buchgeld. Vita Verlag, Heidelberg-Ziegelhausen 1951[17]
- Die Technik der Umlaufsicherung des Geldes, Vita Verlag, Heidelberg-Ziegelhausen 1952.
- Wirtschaftsring: Moderne Absatzwege, Rudolf Zitzmann Verlag, Lauf bei Nürnberg 1959
- Das Geld in der Geschichte, Rudolf Zitzmann Verlag, Lauf bei Nürnberg 1959. (Wiedererwachende Geldwirtschaft. Auszug aus einem Kapitel.) Neuausgabe: Nikol Verlag, 2009, ISBN 978-3-86820-030-0 online
- Geist und Weltgestaltung, Rudolf Zitzmann Verlag, Lauf bei Nürnberg 1960
- Neue europäische Währungsordnung: Indexwährung, flexible Wechselkurse, Europa-Mark. Eine krit. Untersuchung u. ein Vorschlag, Rudolf Zitzmann Verlag, Lauf bei Nürnberg 1962
- Volkswirtschaft im Planspiel: 5 Planspiel-Lektionen zum Volkswirtschafts-Planspiel "Walker-Modell", Wirtschaftsring 1967.
- Überlegungen zur Werttheorie, Peter Weiz, Freising 1970.
- Das Weltwährungssystem: Eine Kritik an den theoretischen Grundlagen und ein Entwurf zur Reform, Gauke Verlag, Hannoversch Münden 1979, ISBN 3-87998-515-4.
- Ausgewählte Werke, Gauke GmbH – Verlag für Sozialökonomie, Lütjenburg [jetzt Kiel] 1995, ISBN 3-87998-482-4[18][1]

### Herausgeber und Schriftleiter
- Silvio Gesell: Die natürliche Wirtschaftsordnung durch Freiland und Freigeld, Rudolf Zitzmann Verlag, Lauf bei Nürnberg 1949[19]
- Die Gefährten: Monatsschrift für Erkenntnis und Tat (Schriftleiter), Rudolf Zitzmann Verlag, Lauf bei Nürnberg 1946–1950